# Naria erosa
Naria erosa – gatunek porcelanki. Bardzo zróżnicowana wielkość – aż do 75 mm, jednak „typowy” przedstawiciel gatunku mierzy około 35 mm.

## Występowanie
Naria erosa występuje w obszarze wód indopacyficznych – u wschodnich wybrzeży Afryki, południowych wybrzeży Azji oraz północnej Australii, aż po Hawaje.